# Mounir El Hamdaoui
Mounir El Hamdaoui (født 14. juli 1984) er en hollandsk-marokkansk fodboldspiller, der spiller for FC Twente og det marokanske fodboldlandshold, som angriber. El Hamdaoui har tidligere i sin karriere spillet for bl.a. Tottenham Hotspurs, AZ Alkmaar og Ajax Amsterdam.